# Pontostratiotes scotti
Pontostratiotes scotti is een eenoogkreeftjessoort uit de familie van de Aegisthidae. De wetenschappelijke naam van de soort is voor het eerst geldig gepubliceerd in 1959 door Brotskaya.